# 弗拉哈
49°28′4″N 24°26′26″E / 49.46778°N 24.44056°E
弗拉哈（羅馬化：Fraha）是烏克蘭西部的村莊，隸屬伊萬諾-弗蘭科夫斯克州的伊萬諾-弗蘭科夫斯克區。該村始建於1460年，面積7.1平方公里，2001年人口651，人口密度每平方公里91.7人。